# Stephen Jones (autor)
Stephen Jones (n. 4 noiembrie 1953, Greater London, Anglia, Regatul Unit) este un editor și antologist britanic de horror. Este autorul mai multor cărți de studii privind filmele de  groază și fantastice. Stephen Jones este unul dintre primii editori de publicații britanice lovecraftiene.

## Lucrări
Jones a editat antologii ca seriile Best New Horror, Dark Terrors, The Mammoth Book of Vampires, The Mammoth Book of Zombies, The Mammoth Book of Dracula, The Mammoth Book of Frankenstein, The Mammoth Book of Vampire Stories by Women, The Vampire Stories of R. Chetwynd-Hayes, The Conan Chronicles, 1 sau The Conan Chronicles, 2 de Robert E. Howard și Scream Quietly: The Best of Charles L. Grant. Jones a mai editat Dancing with the Dark, o colecție de povestiri despre presupuse confruntări  din viața reală ale unor scriitori cu paranormalul.
Jones a fost beneficiarul unui premiu Hugo și  mai multor premii Bram Stoker. Cartea sa Mammoth Best New Horror (1990, cu Ramsey Campbell) a câștigat Premiul World Fantasy. Volumul 22 al antologiei anuale a fost publicat în 2011.

### În limba română
- Cartea ororilor, antologie în 2 volume publicată la Editura Nemira

## Vezi și
- Listă de editori de literatură științifico-fantastică
- Listă de autori de literatură de groază

## Legături externe
- Site web oficial
- Stephen Jones la Internet Speculative Fiction Database
- Stephen Jones at Fantastic Fiction
- Podcast audio interview with Stephen Jones Arhivat în 8 aprilie 2016, la Wayback Machine.